# 布勞湖 (阿爾高地區旺根)

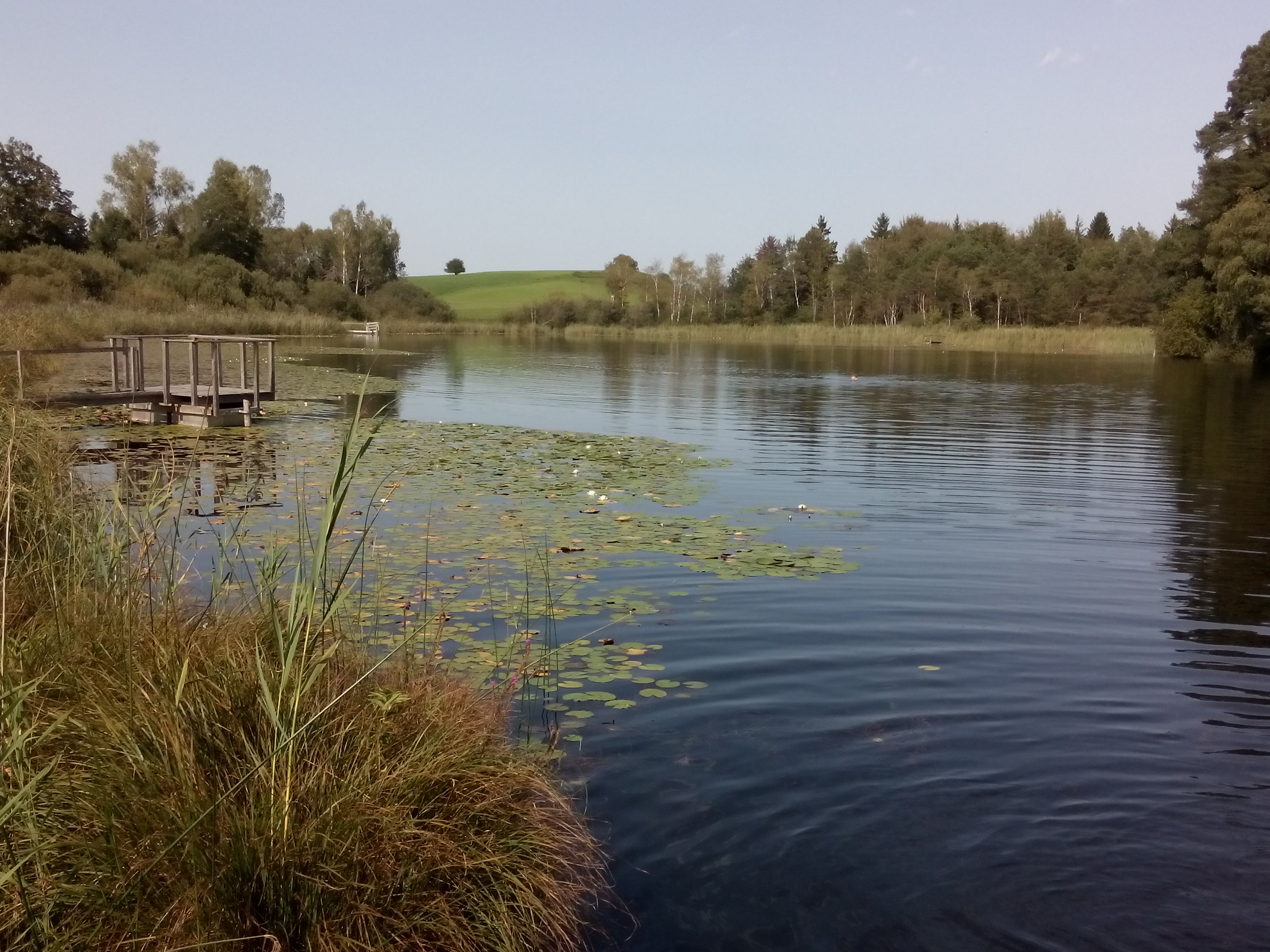

布勞湖（德語：Blausee），是德國的湖泊，位於該國西南部，由巴登-符騰堡州負責管轄，處於阿爾高地區旺根，長0.3公里、寬0.2公里，面積0.02平方公里，海拔高度541米，最大水深3.8米，水體容量6.3萬立方米。
47°39′23″N 9°45′46″E / 47.656400°N 9.762855°E